# Mongausy
 Mongausy  (en occitano Montgausin) es una población y comuna francesa, ubicada en la región de Mediodía-Pirineos, departamento de Gers, en el distrito de Auch y cantón de Lombez.

## Demografía
| 108 | 83 | 89 | 77 | 75 | 64 |
| Para los censos de 1962 a 1999 la población legal corresponde a la población sin duplicidades (Fuente: INSEE [Consultar]) |    |    |    |    |    |